# Peru 4–2 Áustria (1936)
Peru 4–2 Áustria foi uma controversa partida de futebol válida pelas 4as de final dos Jogos Olímpicos de Berlim-1936 que foi disputada no dia 8 de Agosto daquele ano. Apesar de vitoriosos dentro de campo, não foi o Peru que seguiu para disputar as semifinais olímpicas. Em um episódio cercado de incertezas e teorias, a Áustria avançou de fase e os peruanos acabaram sendo excluídos da competição. Uma das teorias mais aceitas conta que a FIFA anulou o jogo aparentemente obrigada pelo regime nazista.

## O Jogo
A história da Seleção Peruana nas Olimpíadas de 1936 geraram grande constrangimento ao regime nazista, que utilizava o esporte como propaganda da teoria sobre a “superioridade” da raça ariana.
Durante os Jogos Olímpicos de 1936, na Alemanha, Hitler começava sua trajetória como líder máximo da nação. Com a filosofia de que a raça ariana era a superior, o evento deveria ser o palco do predomínio dos arianos na competição.
Após a surpreendente eliminação da Seleção da Alemanha pela Noruega, nas quartas de final, virou questão de honra que a Áustria – terra natal de Adolf Hitler – avançasse na competição.
Segundo o jornalista e escritor uruguaio Eduardo Galeano em sua obra "Espelhos, uma história quase universal", Hitler estava em um palco do estádio vendo o desempenho austríaco, sua terra de origem. Por conta disso, 3 dos 5 gols marcados pelo Peru no tempo extra foram anulados pelo árbitro que "não queria deixar o ditador insatisfeito", narra o escritor uruguaio.
Curiosamente, o duelo foi encerrado a um minuto do fim do tempo extra, quando supostamente aconteceu uma invasão de campo por parte dos torcedores peruanos, que forçou o abandono da equipe europeia. Esta versão é sustentada por reportagem do jornal inglês Daily Sketch. Os incidentes, porém, ainda são um tanto nebulosos. Relatos dizem que o "grupo de fãs peruanos" na verdade eram comandados por Joseph Goebbels (um dos líderes nazistas), e que o árbitro norueguês Thoralf Kristiansen foi ameaçado de morte a pedido de Goebbels.[carece de fontes?]
Supostamente a mando de Hitler (suspeita nunca oficialmente confirmada), o Comitê Olímpico Internacional e a FIFA ordenaram que o jogo fosse remarcado. Nenhum documento prova isso e a versão teria surgido por volta dos anos 40, quando já eram amplamente conhecidas as atrocidades do nazismo.
A seleção peruana foi convocada para a reunião sobre a anulação e remarcação da partida, mas foram impedidos de chegar ao local da reunião pelos próprios alemães. Desta forma, os peruanos não participaram da reunião, que não puderam se defender das acusações, e assim o Comité Olímpico Internacional e FIFA alinharam com os austríacos uma revanche que foi marcada primeiramente para o dia 10 de agosto e em seguida, novamente agendada para 11 agosto.
Numa reunião extraordinária do Comitê Olímpico do Peru, presidido por Eduardo Dibos, um telegrama urgente do presidente do Peru direcionado ao presidente da delegação peruana, Claudio Martínez, dizia: "Cancelamento inaceitável. Ordem Presidente Benavides. Retornar a Lima com urgência".
Como a equipe vencedora, alegando uma grande conspiração nazista, se recusou a enfrentar a Áustria novamente, foi eliminada da competição. Em solidariedade, a delegação colombiana também aderiu ao boicote. Argentina, Chile, Uruguay e México também expressaram sua solidaridade con Peru, mas continuaram participando dos Jogos. O incidente diplomático foi além do esporte, com protestos em Lima (nos quais a bandeira olímpica foi queimada e houve apedrejamento da embaixada alemã), além do fechamento temporário do porto de El Callao, o principal do país, a navios alemães.

## Ficha Técnica da Partida
| 08 de Agosto, de 1936 | Peru                                               | 4 – 2 (pro) | Áustria                    | Hertha-BSC Platz                                                                                                |
| 17:30 (horário local) | Alcalde 75' · Villanueva 81' 117' · Fernández 119' | Relatório   | Wergin 23' · Steinmetz 37' | Público: 5,000 Árbitro: NOR Thoralf Kristiansen Assistente 1:HUN Pal von Hertzka Assistente 2: FIN E.k. Pekonen |

| Peru | Áustria |

| PERU:           |    |                      |  |     |
|                 |    |                      |  |     |
| GK              | 1  | Juan Valdivieso      |  |     |
| DF              | 2  | Arturo Fernández     |  |     |
| DF              | 3  | Víctor Lavalle       |  |     |
| MF              | 4  | Carlos Tovar         |  |     |
| MF              | 5  | Segundo Castillo     |  |     |
| MF              | 6  | Orestes Jordan       |  |     |
| FW              | 7  | Adelfo Magallanes    |  |     |
| MF              | 8  | Jorge Alcalde        |  | 82' |
| MF              | 9  | Teodoro Fernández    |  |     |
| FW              | 10 | Alejandro Villanueva |  |     |
| FW              | 11 | José Morales         |  |     |
| Substitutes:    |    |                      |  |     |
| MF              | ~  | Prisco Alcalde       |  |     |
| FW              | ~  | Eulogio Garcia       |  |     |
| Manager:        |    |                      |  |     |
| Alberto Denegri |    |                      |  |     |

| AUSTRIA:     |    |                   |  |
|              |    |                   |  |
| GK           | 1  | Eduard Kainberger |  |
| DF           | 2  | Ernst Kunz        |  |
| MF           | 3  | Martin Kargl      |  |
| MF           | 4  | Anton Krenn       |  |
| FW           | 5  | Karl Wahlmüller   |  |
| FW           | 6  | Max Hofmeister    |  |
| MF           | 7  | Walter Werginz    |  |
| MF           | 8  | Adolf Laudon      |  |
| DF           | 9  | Klement Steinmetz |  |
| DF           | 10 | Josef Kitzmueller |  |
| DF           | 11 | Franz Fuchsberger |  |
| Substitutes: |    |                   |  |
| MF           | ~  | Franz Mandl       |  |
| FW           | ~  | Karl Kainberger   |  |
| Manager:     |    |                   |  |
| James Hogan  |    |                   |  |